# Nucené vysídlení

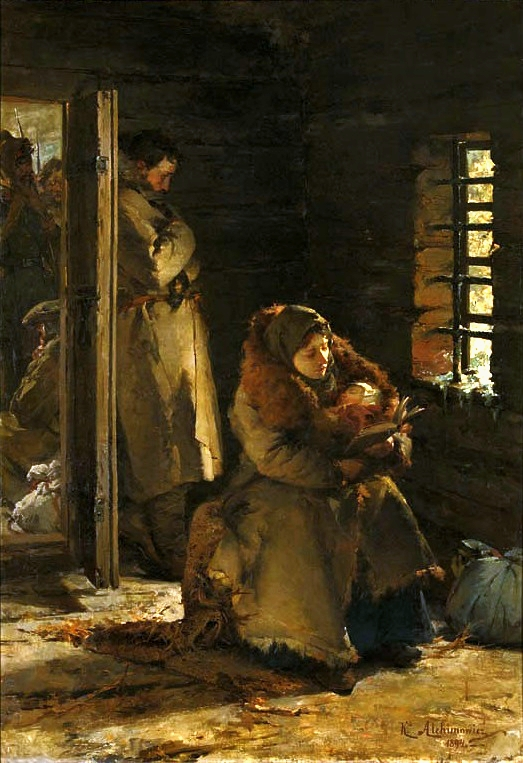
Deportovaní na Sibiř od Kazimierza Alchimowicze (1894), c Národní muzeu ve Varšavě, znázorňující utrpení polských sibiřských vyhnanců.

Nucené vysídlení nebo nucená migrace je nucený pohyb osoby nebo osob mimo jejich domov nebo domovský region, a to často implikuje násilné donucení. V některých případech se nucený migrant také může stát uprchlíkem, jelikož tento pojem má specifickou právní definici. Specifickou formu nuceného vysídlení je transfer populace, což je ucelené opatření s účelem vysídlit nežádoucí osoby, například při pokusu o etnickou čistku. Další formou je deportace.
Nucený odsun se vyskytuje spolu s pronásledováním a válkami napříč lidskou historií, ale stal tématem seriózního studia a diskuse teprve poměrně nedávno. 

## Definice
Koncept nuceného vysídlení obálky demografické pohyby, jako je let, evakuace, vysídlení a přesídlení. Mezinárodní organizace pro migraci definuje nuceného migranta jako každou osobu, která migruje, aby „unikla pronásledování, konfliktu, represi, přírodní a člověkem způsobeným pohromám, ekologické degradaci, nebo jiným situacím, které ohrožují jeho život, svobodu nebo živobytí“.
Na Mezinárodní asociace pro studium nucené migrace (IASFM) definuje jako „obecný termín, který odkazuje na pohyb uprchlíků a vnitřně vysídlených osob (osob vysídlených konflikty), stejně jako lidí vysídlených přírodními nebo ekologickými katastrofy, chemickými nebo jadernými katastrofy, hladomorem.“
Podle Aldena Speareho „v nejužším slova smyslu migrace lze považovat za nedobrovolnou pouze tehdy, když člověk je fyzicky přepraven ze země a nemá možnost uniknout.“ Pohyb pod hrozbou nebo dokonce v bezprostředním ohrožení života, obsahuje prvek dobrovolnosti pokud existuje možnost uniknout do jiné části země, jít do úkrytu, nebo zůstat a doufat, že pronásledování ustane. Nicméně tato myšlenka byla zpochybňována zejména marxisty, kteří tvrdí, že ve většině případů mají migranti malý nebo žádný výběr.

## Příčiny
Příčiny nuceného vysídlení bývají obvykle tyto:
- Přírodní katastrofy. Výskyt katastrof jako jsou povodně, tsunami, sesuvy půdy, zemětřesení a sopky – často vede k dočasnému nebo trvalému přemístění (vysídlení) obyvatel z této oblasti. V takové situaci se migrace stává spíše strategie přežití, jelikož přírodní katastrofy si často způsobují ztrátu peněz, domovů a pracovních míst. Například hurikán Katrina vyústil ve vysídlení téměř celé populace New Orleans.[3]

- Problémy životního prostředí. Termín environmentální uprchlík byl v užívání v poslední době k označení lidí, kteří jsou nuceni opustit své domovy kvůli faktorům životního prostředí, které negativně ovlivňují jejich živobytí.[4] Migrace může také dojít v důsledku nástupu současné klimatické změny, jako je rozšiřování pouští, nebo vzestup hladiny moří, odlesňování či znehodnocování půdy. Člověkem způsobené katastrofy mohou také způsobit nucenou migraci: příklady mohou být nehody a zejména ty, týkají se radioaktivity jako v Černobylu nebo v Fukušimě.

- Války, občanské války, politické represe nebo náboženské konflikty. Někteří migranti jsou nuceni překročit státní hranice kvůli válce nebo pronásledování z politických, sociálních, etnických nebo náboženských důvodů. Tito přistěhovalci mohou být považovány za uprchlíky, pokud požádají o azyl v přijímající zemi.[5]
- Obchod s lidmi a převaděčství. Migranti vysídlených prostřednictvím klamání nebo nátlaku s cílem jejich využití spadají do této kategorie. Údaje o takovéto nucené migraci jsou omezené, neboť dané činnosti jsou tajné. Mezinárodní organizace práce považuje obchodování s lidmi za trestný čin proti ochraně práce. Multilaterální rámec MOP, který zahrnuje princip č. 11, jenž doporučuje toto: „...vlády by měly formulovat a realizovat v konzultaci se sociálními partnery opatření, která by zabránila zneužívání a pašování migrantů a obchodování s lidmi; měly by také pracovat na prevenci nelegální pracovní migrace“.
- Otroctví. Největší nucená migrace historie byl atlantický obchod s otroky od 15. do 19. století. Z 20 milionů Afričanů unesených pro obchod polovina zemřela při pochodu k pobřeží Afriky, a dalších deset až dvacet procent zemřelo na otrokářských lodích přepravujících je z Afriky do Ameriky.[6]
- Etnické čistky. Systematické odstranění etnické nebo náboženské skupiny z daného území.